# Puya stipitata
Puya stipitata är en gräsväxtart som beskrevs av Lyman Bradford Smith. Puya stipitata ingår i släktet Puya och familjen Bromeliaceae. Inga underarter finns listade i Catalogue of Life.